# 나카하라 유
나카하라 유(일본어: 中原裕 나카하라 유우[*])는 나카자와 히데키, 다지마 히로유키의 콤비로 이루어진 만화가 집단의 펜네임이다. 사이타마현 도다시 출신으로 만화가 다지마 쇼우는 다지마 히로유키의 동생이기도 하다.
1984년, 주간 영 점프에 《류》로 투고해 같은 잡지에서 연재되기 시작하였다. 그 후 주간 소년 선데이에 《붓치기리》 《터프》등을 연재해 인기를 모으고 있다. 빅 코믹스 피릿츠에 연재한 《나오코》가 영화화되었다.